# Yan Zhenqing
Yan Zhenqing (xinès simplificat:顏真卿, xinès tradicional: 顏真卿) (709 - 785). Erudit, militar, polític i destacat cal·lígraf xinès de la dinastia Tang.

## Biografia
Yan Zhenqing , va néixer l'any 709 durant el segon mandat de l'emperador Zhongzong de Tang, a Dunhuafang, comtat de Wannian, prefectura de Jingzhao en una família originaria de Linyi, Langya (ara ciutat de Linyi, província de Shandong. El seu nom de cortesia va ser Qingchen, i també conegut com Xianmenzi i Yingfang. Els seus pares eren descendents de famílies que ocupaven càrrecs oficials importants a la cort o erudits de renom. Per exemple, Yan Zhitui (531–c. 590 CE) va ser l'autor de les Instruccions per a la llar de la família Yan (Yanshi Jiasun). Yan Shigu (581–645 CE), l'avi de Yan Zhenqing, va ser un famós cal·lígraf i historiador durant el final de la dinastia Sui (581–618 CE). L'avi matern de Yan, Yin Zhongrong, també expert en cal·ligrafia, va ser el secretari en cap de l'emperadriu Wu (624–705 CE). Yan va tenir una infància difícil perquè el seu pare va morir quan Yan només tenia tres anys. Treballant molt, va aprovar l'examen civil i l'any 734 va assolir el grau de jinshi. L'any 736, va ser seleccionat pel Ministeri de Funcionaris i nomenat secretari de l'escola. El 742 va tornar a Chang'an i va aprovar la secció de literatura erudita.

#### Polític i militar
La carrera política i militar de Yan va ser tumultuosa. Durant la seva vida va conviure amb cinc emperadors diferents (Emperador Ruizong, Emperador Xuanzong, Suzong, Emperador Daizong i Emperador Dezong) fet que explica el conjunt de canvis polítics i militars que va conèixer i sofrir En ser un home íntegre i lleial al diferents emperadors, era constantment un objectiu per als seus oponents a la cort. Cada vegada que Yan emergia d'una conspiració o calúmnia, era degradat o transferit. Malgrat això va ocupar diferents càrrec polítics com el de Ministre del Treball i diferents càrrecs en el Ministeri d'Afers Militars.
Segons els registres històrics, durant el regnat de l'emperador Xuanzong, l'actuació com a militar de Yan va ser fonamental per pacificar la rebel·lió d'An Lushan i recuperar la província de Hebei el 755; però els seus enfrontaments amb el Primer Ministre Yang Guozhong van fer que fos degradat i enviat com a prefecte a la regió de Pingyuan (actual Henan).

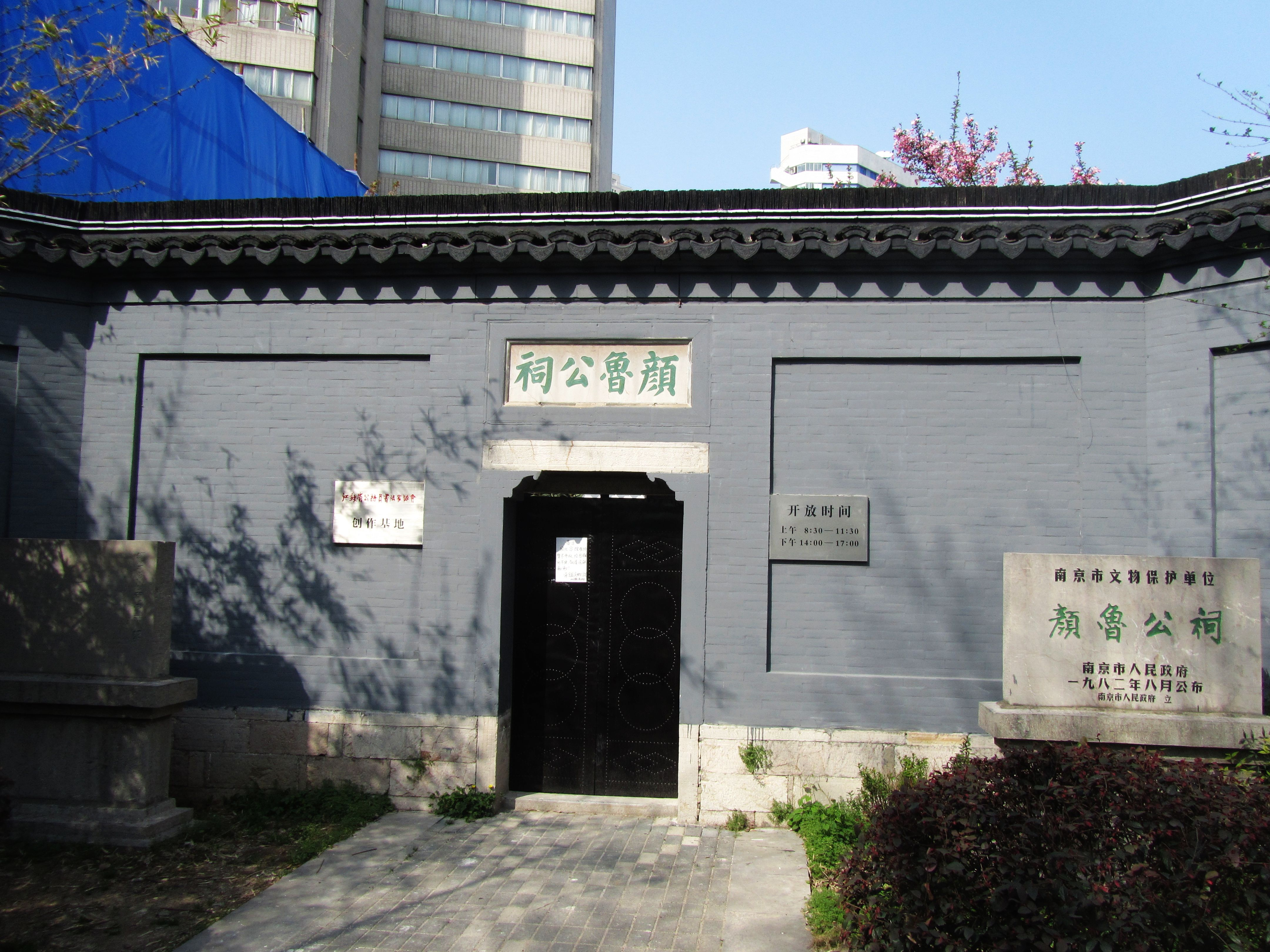
Temple "Memorial Yan Zhenqing

De nou, quan la cort es va enfrontar a una altra rebel·lió el 783, Yan es va oferir voluntari per entrar en territori enemic per negociar amb el cap rebel, Li Xilie, però va ser empresonat i l'any 784 quan Li Xilie estava a punt de ser derrotat per l'exèrcit imperial de l'emperador Dezong, va ordenar a un eunuc que escanyés Yan fins a la mort. L'emperador Daizong li va conferir el títol pòstum de Wenzhong (文忠) i es va construir un temple per commemorar Yan. Durant la dinastia Song, el temple es va traslladar a Shandong i més tard es va convertir en una atracció turística.

#### Cal·lígraf
La seva trajectòria com a cal·lígraf s'ha dividit en tres etapes:

##### Primera etapa
L'etapa inicial de Yan Zhenqing va durar fins als 50 anys. Durant aquests anys, va provar diferents tècniques i va començar a desenvolupar el seu estil personal. Quan era jove, va estudiar cal·ligrafia amb els famosos cal·lígrafs Zhang Xu i Chu Suiliang. L'any 752, va escriure una de les seves peces més conegudes, "Estela de la pagoda de Duobao" (多寶塔碑) en honor de l'emperador Xuanzong. En aquesta època va treballar amb els estils Xingshu  (行署) i Caoshu  (草署).

##### Període de consolidació
Aquest període va des dels anys cinquanta fins als seixanta-cinc de Yan Zhenqing. Durant aquests anys, va escriure algunes peces famoses com Guojia Miao Stele (郭傢廟碑) i Magu Shan Xiantan Ji (痲姑山仙墰記). Va utilitzar un estil més estàndard com el Kaishu (楷書).

##### Període de consumació

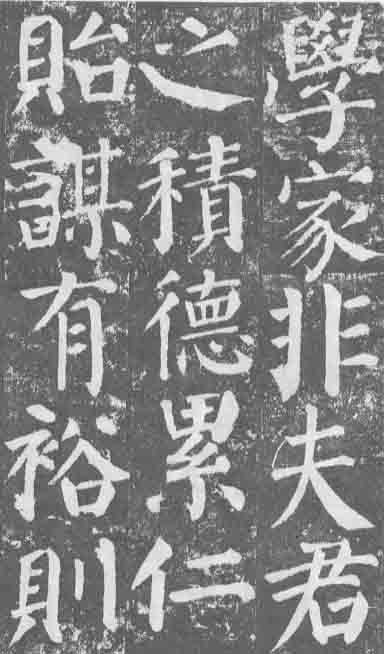
Yan Qinli Stele

En els darrers deu anys de la seva vida, la realització de la cal·ligrafia de Yan Zhenqing va assolir el màxim nivell. Amb un estil consolidat, va millorar contínuament en cadascuna de les seves obres i va completar el seu Magnum Opus, Yan Qingli Stele (顏勤禮碑). El famòs cal·lígrag de la Dinastia Ming, Wang Duo, es va inspirar en l'obra de Yan i l'erudit Zhu Xi (朱熹) de la dinastia Song, que va arribar a ser un dels més importants neoconfucianistes va utilitzar el tipus de cursiva de Yan Zhenqing.

#### Yan Zhenqing al cinema
L'actor Tang Guoqiang va interpretar el paper de Yan a la pel·lícula del 2008, Datang Shuhun Yan Zhenqing (大唐书魂颜真卿).